# Stenoonops dimotus
Espèce
Stenoonops dimotus est une espèce d'araignées aranéomorphes de la famille des Oonopidae.

## Distribution
Cette espèce est endémique de la Jamaïque,. Elle se rencontre à Ferry.

## Description
La femelle décrite par Platnick et Dupérré en 2010 mesure 2,12 mm.

## Publication originale
- Chickering, 1969 : The genus Stenoonops (Araneae, Oonopidae) in Panama and the West Indies. Breviora, no 339, p. 1-35 (texte intégral).